# Xã Tecumseh, Michigan
Xã Tecumseh (tiếng Anh: Tecumseh Township) là một xã thuộc quận Lenawee, tiểu bang Michigan, Hoa Kỳ. Năm 2010, dân số của xã này là 1.972 người.